# Hurtcore
Hurtcore, uma possível junção do termo "hardcore", que pode estar relacionado a um tipo de pornografia extrema, e da palavra "hurt", que significa "dor" ou "machucar", é o nome dado a uma categoria particularmente extrema de pornografia infantil, geralmente envolvendo violência extrema, humilhação, danos corporais e abuso sexual infantil. A maioria dos pedófilos sentem repulsa por esse gênero de pornografia. Eileen Ormsby, escritora australiana e autora de The Darkest Web, descreveu o hurtcore como "um fetiche para pessoas que se excitam por infligir dor, ou mesmo torturar, outra pessoa que não é um participante voluntário". Uma motivação adicional para o agressor, além de sua posição de poder sobre sua(s) vítima(s), pode ser a reação dela(s) ao abuso físico, como chorar ou gritar de dor. Essa reação pode estimular ainda mais a excitação do agressor.
Alguns fóruns da dark web são dedicados à discussão e ao compartilhamento de imagens e vídeos de hurtcore. Em 2013, "Hurt2theCore" foi o fórum de hurtcore mais conhecido da dark web, contendo milhares de usuários, e algumas centenas deles compartilhavam seu próprio material ilegal de hurtcore O site era gerenciado por Matthew Graham, que se tornou conhecido como o "Rei do Hurtcore" e "um dos maiores distribuidores de pornografia infantil e hurtcore do mundo". Ele foi condenado, inicialmente, a 32 anos de prisão por 137 acusações, em 2017, mas sua pena diminuiu para 25 anos, em 2018, graças a ação de seu advogado e a aprovação dos juízes.
O caso de Matthew Falder foi o primeiro processo penal bem sucedido da National Crime Agency, uma instituição contra crimes locais e internacionais do Reino Unido.